# Allied Communications Publication 131
Die Allied Communications Publication 131 (ACP 131) (deutsch etwa „Kommunikationsveröffentlichung Nr. 131 der Alliierten“) ist die einschlägige Vorschrift zur Verwendung der Q‑Codes und Z‑Codes im Nachrichtenaustausch zwischen alliierten militärischen Dienststellen, insbesondere in deren Funkverkehr.
Die ACP 131 ist eine von Dutzenden der Allied Communications Publications (ACP).

## Geltungsbereich

Die fünf Alliierten Australien, Kanada, Neuseeland, Vereinigtes Königreich und Vereinigte Staaten verwenden die Allied Communications Publications (ACP) als gemeinsamen Standard für ihre militärische Zusammenarbeit

Als Alliierte sind hier die fünf Staaten Australien, Kanada, Neuseeland, Vereinigtes Königreich und Vereinigte Staaten gemeint. Diese kooperieren unter dem Kürzel Five Eyes („Fünf Augen“) eng zusammen und bilden unter anderem, innerhalb des The Technical Cooperation Program (TTCS), gemeinsam das Combined Communications Electronics Board (CCEB).
Da die Vorschrift ACP 131 öffentlich verfügbar ist, also von ihrem Geheimhaltungsgrad als PUBLIC („Öffentlich“) beziehungsweise UNCLASSIFIED („Nicht klassifiziert“) gekennzeichnet ist, wird sie auch von Funkdiensten anderer Länder zugrunde gelegt, die damit die darin festgeschriebenen Regeln und Standards übernehmen. Dazu gehören insbesondere die 32 Mitgliedstaaten der NATO mit ihren militärischen Organisationen. Gleichzeitig erweitern beziehungsweise ergänzen diese Codes die Brevity Codes des Militärbündnisses.
Darüber hinaus werden Teile der in der ACP 131 definierten Codes, insbesondere des Q‑Codes, auch international verwendet, beispielsweise im Amateurfunkdienst.

## Zweck
Der Zweck dieser Veröffentlichung ist, Betriebszeichen aufzulisten (siehe auch: Amateurfunkbetriebstechnik) und Regeln für deren Verwendung bereitzustellen.
Die ACP 131 wird regelmäßig von den Ländern des CCEB überarbeitet und veröffentlicht. Die Bedeutung der darin enthaltenen Codes wird in verschiedene Sprachen übersetzt und ermöglicht so auch die Kommunikation zwischen Schiffen unterschiedlicher Nationen, beispielsweise während eines NATO-Manövers, auch wenn es keine gemeinsame Sprache gibt.